# Challenger de Porto 2023
El torneo Porto Open 2024 fue un torneo de tenis perteneció al ATP Challenger Tour 2024 en la categoría Challenger 125. Se trató de la 3ª edición; el torneo tuvo lugar en la ciudad de Porto (Portugal), desde el 31 de julio hasta el 6 de agosto de 2023 sobre pista dura al aire libre.

## Jugadores participantes del cuadro de individuales
| Favorito | País                      | Jugador           | Rank1 | Posición en el torneo |
| -------- | ------------------------- | ----------------- | ----- | --------------------- |
| 1        | Bandera de Francia        | Quentin Halys     | 66    | Primera ronda         |
| 2        | Bandera de Francia        | Benjamin Bonzi    | 107   | Primera ronda         |
| 3        | Bandera de Francia        | Hugo Grenier      | 122   | Primera ronda         |
| 4        | Bandera de Italia         | Luca Nardi        | 154   | CAMPEÓN               |
| 5        | Bandera de Italia         | Mattia Bellucci   | 175   | Primera ronda         |
| 6        | Bandera de Estados Unidos | Emilio Nava       | 177   | Segunda ronda         |
| 7        | Bandera de Francia        | Antoine Escoffier | 191   | Semifinales           |
| 8        | Bandera de Lituania       | Ričardas Berankis | 199   | Primera ronda         |

- 1 Se ha tomado en cuenta el ranking del 24 de julio de 2023.

### Otros participantes
Los siguientes jugadores recibieron una invitación (wild card), por lo tanto ingresan directamente al cuadro principal (WC):
- Gastão Elias
- Henrique Rocha
- João Sousa

Los siguientes jugadores ingresan al cuadro principal tras disputar el cuadro clasificatorio (Q):
- Kenny de Schepper
- João Domingues
- Jaime Faria
- Johannes Härteis
- Lucas Poullain
- Robert Strombachs

## Campeones

### Individual Masculino
- Luca Nardi derrotó en la final a  João Sousa por 5–7, 6–4, 6–1

### Dobles Masculino
- Toshihide Matsui /  Kaito Uesugi derrotaron en la final a  Rithvik Choudary Bollipalli /  Arjun Kadhe por 6–7(5), 6–3, [10–5]